# Anna Siemsen
Anna Marie Siemsen (* 18. Januar 1882 im Dorf Mark, heute Hamm; † 22. Januar 1951 in Hamburg; vollständiger Name: Anna Marie Emma Henni Siemsen, verheiratet Vollenweider; Pseudonym Friedrich Mark) war eine deutsche Pädagogin, Politikerin (USPD, SPD, SAPD, SPS), Autorin und Pazifistin. Sie war von 1928 bis 1930 Mitglied des Reichstages.

## Leben
Anna Marie Siemsen war eine Tochter des evangelischen Pfarrers August Siemsen, sie hatte die Geschwister Paula (1880–1965; seit 1911 verheiratet mit dem Arzt Karl Eskuchen), August Siemsen (1884–1958; Pädagoge, Politiker, Journalist, Publizist), Karl Siemsen (1887–1968; Jurist, Politiker) und Hans Siemsen (1891–1969; Journalist, Schriftsteller). Sie besuchte eine Höhere Töchterschule in Hamm, legte 1901 in Münster ein Lehrerinnenexamen ab, arbeitete danach zunächst als Privatlehrerin. 1905 machte sie als Externa die Reifeprüfung am Humanistischen Gymnasium Hameln und studierte von 1905 bis 1911 Germanistik, Philosophie und Latein in München, Münster und Bonn. Im Jahr 1909 wurde sie bei Wilhelm Wilmanns mit einer Dissertation zur Dichtung Hartmanns von Aue promoviert; 1910 legte sie das Staatsexamen für den Unterricht an höheren Schulen ab. Es folgte in ihrer pädagogischen Ausbildung 1912 die Ergänzungsprüfung im Fach Evangelische Religion an der Universität Göttingen, woraufhin sie als Gymnasiallehrerin arbeitete.
In den Jahren 1920/1921 war sie Beigeordnete für das Fach- und Berufsschulwesen in Düsseldorf. Sie wechselte dann für die Zeit von 1921 bis 1923 als Oberschulrätin beim Magistrat nach Berlin, wo sie zum Gründerkreis des Bundes Entschiedener Schulreformer gehörte. Im Rahmen der Greilschen Schulreform wurde sie am 24. August 1923 Oberstudienrat für die Allgemeinschulen des Schulgebietes Jena–Weimar. Im gleichen Jahr erhielt sie eine Honorarprofessur an der Friedrich-Schiller-Universität Jena. Am 29. Dezember 1932 wurde ihr diese Honorarprofessur durch den nationalsozialistischen thüringischen Volksbildungsminister Fritz Wächtler entzogen, weil sie eine Petition zugunsten von Emil Julius Gumbel unterzeichnet hatte. Ende der 1920er Jahre hielt sie auch Vorträge im Rundfunk.
Es folgte 1933 die Emigration in die Schweiz. Dort ging sie 1934 zur Erlangung eines sicheren Aufenthaltsstatus eine Scheinehe mit Walter Vollenweider ein, dem seinerzeitigen Sekretär der Schweizer Arbeiterjugend. Sie erlangte die Schweizer Staatsbürgerschaft und durfte sich deshalb auch öffentlich politisch betätigen.
Nach dem Zweiten Weltkrieg kehrte Anna Siemsen 1946 nach Deutschland zurück und übernahm 1947 die Leitung eines Sonderlehrgangs zur Ausbildung von Volksschullehrern. Von 1947 bis 1949 hatte sie einen Lehrauftrag für neuere Literatur an der Universität Hamburg inne. In den Folgejahren von 1949 bis 1951 lehrte sie am Pädagogischen Institut der Universität Hamburg.
Ihre Grabstätte befindet sich auf dem Osnabrücker Hasefriedhof.

## Politisches Leben
Anna Siemsen schloss sich während des Ersten Weltkrieges dem pazifistischen Bund Neues Deutschland an und war von 1919 bis 1922 Mitglied in der USPD und saß 1919/1920 als Stadtverordnete der USPD in der Düsseldorfer Stadtverordnetenversammlung. Von 1923 bis 1931 folgte die Mitgliedschaft in der SPD, wo sie zum linken, pazifistischen Parteiflügel zählte, für die sie von 1928 bis 1930 Reichstagsabgeordnete für den Wahlkreis Leipzig war. Im Jahre 1930 musste sie aufgrund einer Erkrankung auf eine erneute Kandidatur verzichten.
Seit Gründung der Urania, Monatshefte für Naturerkenntnis und Gesellschaftslehre 1924 durch Julius Schaxel schrieb sie für diese pädagogische Beiträge, besonders über Kinder- und Jugendliteratur aus sozialistischer Perspektive. Anna Siemsen arbeitete ab 1927 an der Zeitschrift Der Klassenkampf-Marxistische Blätter mit, war Mitherausgeberin der Jungsozialistischen Schriftenreihe und gehörte dem Vorstand der Deutschen Liga für Menschenrechte sowie der Internationalen Frauenliga für Frieden und Freiheit an. 1926 zählte sie zu den Gründungsmitgliedern des vom SPD-Parteivorstand abgelehnten Bundes sozialdemokratischer Intellektueller.
In den Jahren 1931 bis 1933 war Anna Siemsen Mitglied in der SAPD, dort galt sie als Kopf des „rechten“, d. h. linkssozialdemokratisch-pazifistisch geprägten Parteiflügels. Mit ihren Beiträgen prägte sie in dieser Zeit das Profil der Wochenzeitung der Partei (Sozialistische Wochenzeitung-Die Fackel, später Kampfsignal).
Während ihrer Emigrationszeit in der Schweiz arbeitete Anna Siemsen von 1933 bis 1946 in der SPS mit und redigierte deren frauenpolitische Zeitschrift Die Frau in Leben und Arbeit. Nach ihrer Rückkehr nach Deutschland war sie von 1946 bis zu ihrem Tod im Jahr 1951 Mitglied in der SPD, wo sie Bildungs- und Jugendarbeit betrieb. Im April 1948 wurde Anna Siemsen in Bielefeld auf dem ersten Kongress des Allgemeinen Radiobundes Deutschlands (dem Rechtsnachfolger des 1933 aufgelösten Arbeiter-Radiobundes) zur Präsidentin gewählt. Darüber hinaus engagierte sie sich für die europäische Einigung, so in der Sozialistischen Bewegung für die Vereinigten Staaten von Europa (deren deutsche Sektion nach ihrem Tod ihr zu Ehren in Anna Siemsen-Kreis umbenannt wurde) und im Deutschen Rat der Europäischen Bewegung, dessen Exekutivrat sie ab 1950 angehörte.

## Ehrungen

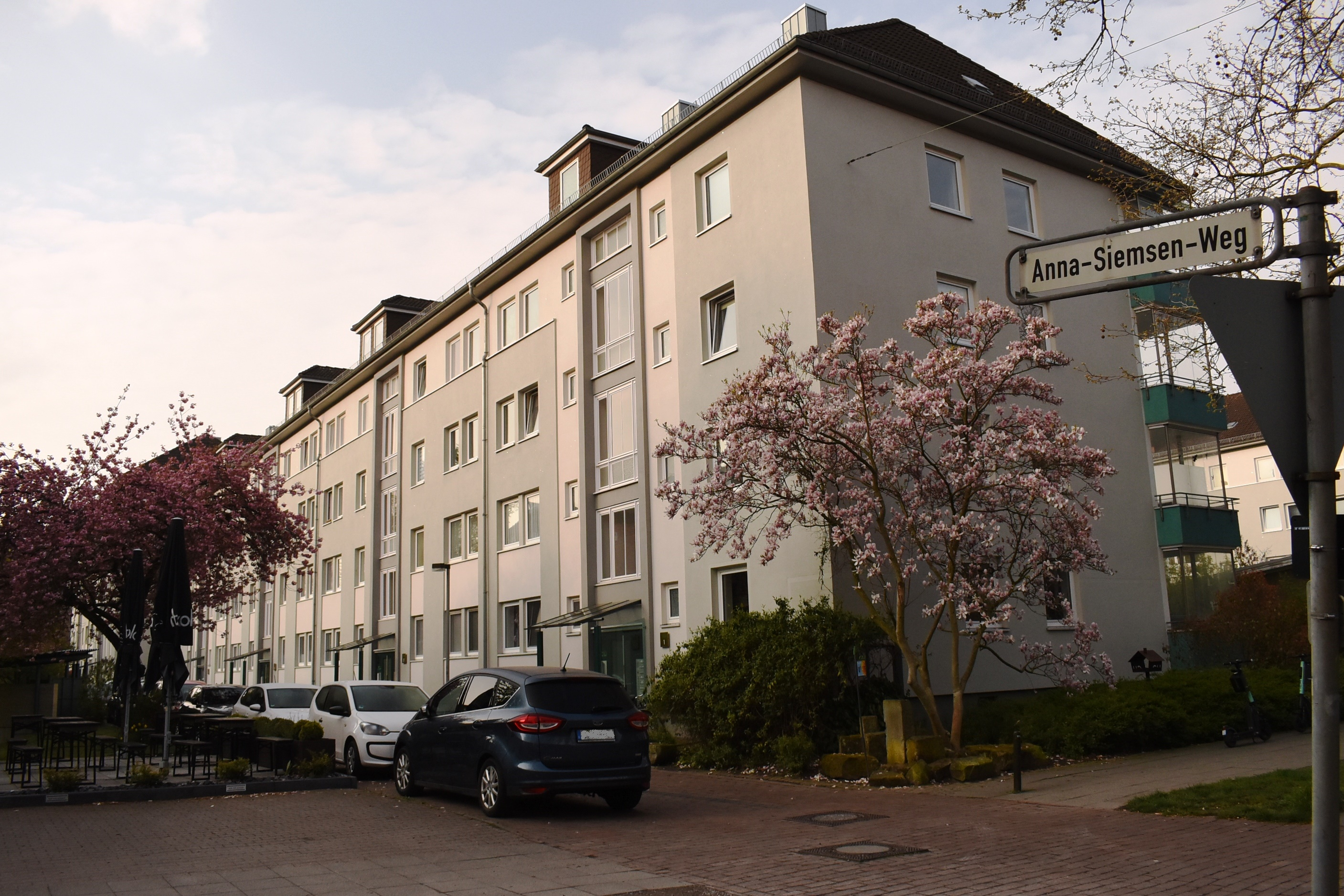
Der Anna-Siemsen-Weg in Hannover-Südstadt

Seit 1966 gibt es in Berlin-Neukölln einen Anna-Siemsen-Weg in einem nach Sozialdemokraten benannten Bereich. 1984 wurde der Anna-Siemsen-Gang im damaligen Hamburger Stadtteil Bergedorf (heute Neuallermöhe) nach ihr benannt. Die Stadt Hannover hat 1954 nahe der damaligen Pädagogischen Hochschule in der Südstadt einen neu angelegten Weg und außerdem eine Berufsschule nach ihr benannt. Auch in anderen Städten, z. B. im Jenaer Ortsteil Winzerla, gibt es Anna-Siemsen-Straßen und Anna-Siemsen-Wege sowie Anna-Siemsen-Schulen. An der Universität Hamburg ist der Vorlesungssaal der Fakultät Erziehungswissenschaft nach Anna Siemsen benannt.

## Schriften

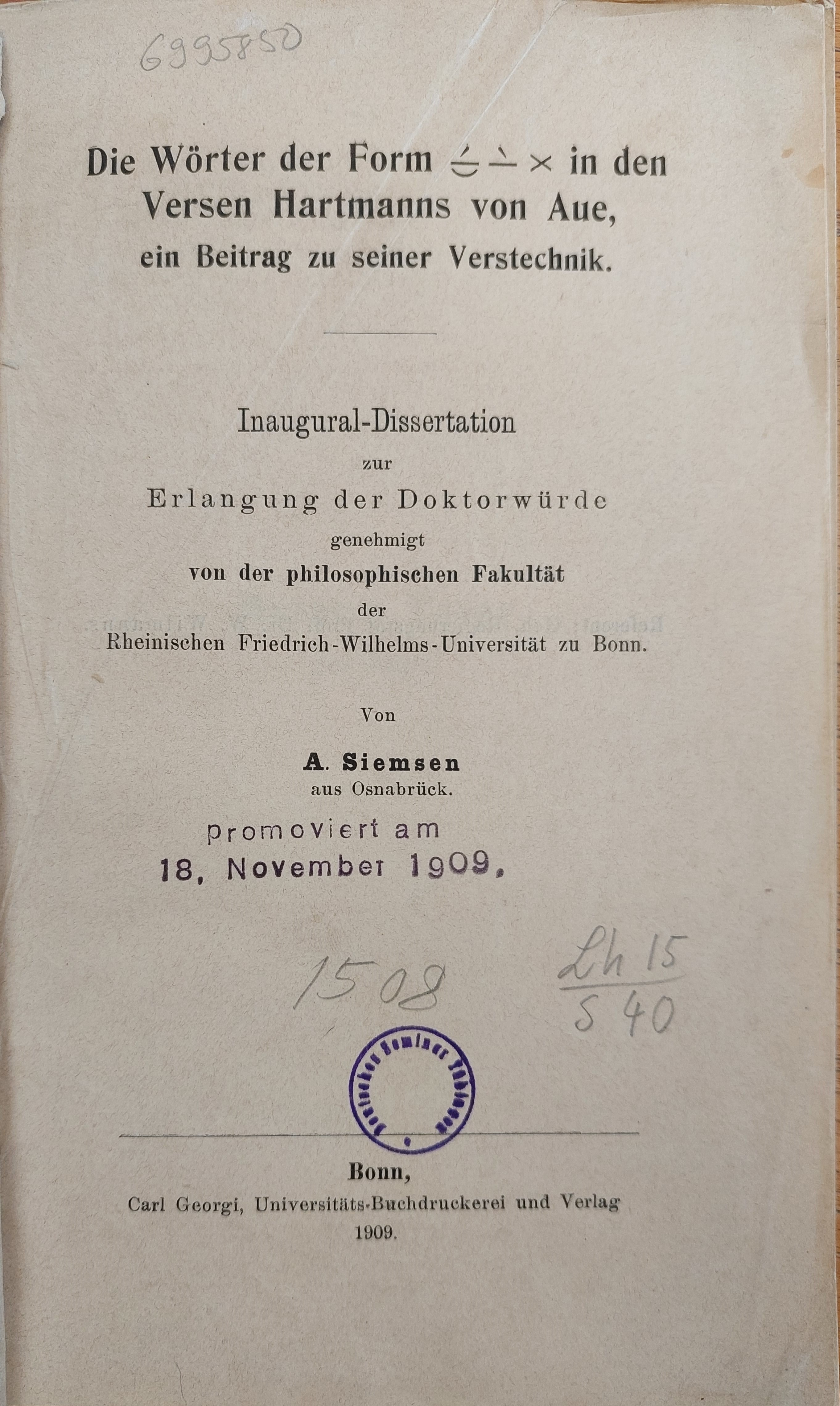
Dissertation (1909)

- Die Wörter der Form ◡́—̀× in den Versen Hartmanns von Aue. Bonn 1909 (39 S.; Dissertation; eingeschränkte Vorschau in der Google-Buchsuche).
- Erziehung im Gemeinschaftsgeist. Moritz, Stuttgart 1921 (57 S.).
- Stilproben. Velhagen & Klasing, Bielefeld/Leipzig 1922 (113 S.; eingeschränkte Vorschau in der Google-Buchsuche).
- Psychologische Voraussetzungen des Sozialismus. In: Otto Jenssen (Hrsg.): Der lebendige Marxismus. Thüringer Verlagsanstalt, Jena 1924.[18]
- Literarische Streifzüge durch die Entwicklung der Europäischen Gesellschaft. Thüringer Verlagsanstalt, Jena 1925.
- Zum 400. Todestag von Thomas Münzer 1525. Zwickau 1925.
- Beruf und Erziehung. Berlin 1926.
- Politische Kunst und Kunstpolitik. Berlin 1927.
- Das Buch der Mädel. Urania-Verlags-Gesellschaft, Jena 1927.[19]
- Daheim in Europa. Unliterarische Streifzüge. Urania, Jena 1928.
- Von unten auf. Das Buch der Freiheit. Dresden 1928 (in 3. Auflage gemeinsam herausgegeben mit Franz Diederich).
- Menschen und Menschenkinder aus aller Welt. Jena 1929.
- Selbsterziehung der Jugend. Berlin 1929, urn:nbn:de:bvb:355-ubr24684-7.
- Zur Jugendweihe. Der Weg zur Gemeinschaft. Leipzig o. J. (vermutlich 1930).
- Religion, Kirche und Sozialismus. E. Laubsche Verlagsbuchhandlung, Berlin 1930, urn:nbn:de:bvb:355-ubr24683-2.
- Parteidisziplin und sozialistische Überzeugung. Berlin 1931.
- Auf dem Wege zum Sozialismus. Kritik der sozialdemokratischen Programme von Heidelberg bis Erfurt. Berlin 1932.
- Deutschland zwischen Gestern und Morgen. Jena 1932.
- Spanisches Bilderbuch. Paris 1937.
- Der Weg ins Freie. Zürich 1943.
- Zehn Jahre Weltkrieg. Düsseldorf 1947, urn:nbn:de:bvb:355-ubr24682-6.
- Einführung in den Sozialismus. Hamburg 1947.
- Briefe aus der Schweiz. Hamburg 1947.
- Die gesellschaftlichen Grundlagen der Erziehung. Hamburg 1948, urn:nbn:de:bvb:355-ubr24680-6.
- Kunst und Politik. Ein Wort zu unserer Zeit und ihren Verpflichtungen. Hamburg 1948, urn:nbn:de:bvb:355-ubr24681-1.
- Frauenleben in drei Jahrtausenden. Düsseldorf 1948.
- Goethe. Mensch und Kämpfer. Eine Einführung in sein Leben und eine Auswahl der Gedichte. Frankfurt 1949.
- Das Buch der Freiheit. Stimmen der Völker und Nationen aus vier Jahrtausenden. Frankfurt 1956 (gemeinsam herausgegeben mit Julius Zerfaß).

## Zeitschriftenbeiträge (Auswahl)
- Stimmen gegen den § 218. In: Der sozialistische Arzt. 7. Jg., Heft 4, April 1931, S. 102 (Textarchiv – Internet Archive).

In anderen Zeitungen und Zeitschriften
- Gegen die Arbeit. In: Arbeiterwille. 30. Jg., Nr. 234. Graz 26. August 1919, S. 2–3 (Digitalisat).
- Für Sixpence durchs Imperium. In: Salzburger Wacht. 27. Jahrgang, Nr. 248. Salzburg 31. Oktober 1925, S. 9–10 (Digitalisat).
- Die schönsten Kinderbücher. In: Salzburger Wacht. 27. Jahrgang, Nr. 293. Salzburg 28. Dezember 1925, S. 3 (Digitalisat).
- Was Mädchen leiden. In: Arbeiterwille. 37. Jahrgang, Nr. 30. Graz 31. Januar 1926, S. 12 (Digitalisat).
- Bürgerliches Epos. In: Arbeiterwille. 37. Jahrgang, Nr. 62. Graz 4. März 1926, S. 3–4 (Digitalisat).
- Moderne Maschinenstürmer. In: Arbeiterwille. 37. Jahrgang, Nr. 335. Graz 8. Dezember 1926, S. 3–4 (Digitalisat).
- Nacht über Rußland. Ein Frauenleben, ein Heldenleben. In: Arbeiterwille. 38. Jahrgang, Nr. 50. Graz 20. Februar 1927, S. 7–8 (Digitalisat).
- Baedeker. In: Arbeiterwille. 38. Jahrgang, Nr. 131. Graz 14. Mai 1927, S. 3–4 (Digitalisat).
- Der bürgerliche Dichter. In: Arbeiterwille. 38. Jahrgang, Nr. 291. Graz 23. Oktober 1927, S. 11–12 (Digitalisat).
- Aus Stadt und Land. Bildstatistik als wichtiges Hilfsmittel unserer Arbeit. In: Tagblatt. 13. (32.) Jahrgang, Nr. 208. Linz 8. September 1928, S. 6 (Digitalisat).
- Aus Stadt und Land. Kampf um die Einheitsschule in England. In: Tagblatt. 14. (33.) Jahrgang, Nr. 124. Linz 30. Mai 1929, S. 4 (Digitalisat).
- Märchen. In: Die Frau. 39. Jahrgang, Nr. 1. Wien Januar 1930, S. 11–13 (Digitalisat).
- Doppelverdiener. In: Die Frau. 39. Jahrgang, Nr. 8. Wien August 1930, S. 1–3 (Digitalisat).
- Jack London und wir Frauen. In: Arbeiterwille. 41. Jahrgang, Nr. 184. Graz 6. Juli 1930, S. 7–8 (Digitalisat).
- Das Kräuterweiblein. In: Salzburger Wacht. 32. Jahrgang, Nr. 159. Salzburg 14. Juli 1930, S. 3–4 (Digitalisat).
- Die Bücher der Arbeiterschaft im Jahre 1930. In: Arbeiterwille. 41. Jahrgang, Nr. 350. Graz 21. Dezember 1930, S. 10 (Digitalisat).
- Frauenarbeit. In: Der Kampf. 24. Jahrgang, Nr. 5. Wien Mai 1931, S. 89–91 (Digitalisat – Rezension des Handbuchs der Frauenarbeit in Österreichs).
- Proletarierinnen. In: Die Frau. 40. Jahrgang, Nr. 3. Wien März 1931, S. 8–11 (Digitalisat).
- Nur so viele Kinder… In: Arbeiter-Zeitung. 44. Jahrgang, Nr. 123. Wien 4. Mai 1931, S. 3 (Digitalisat).
- Glasbläserin. In: Arbeiter-Zeitung. 44. Jahrgang, Nr. 330. Wien 30. November 1931, S. 3 (Digitalisat).
- Frauen im Kampf. Frauenfronten. In: Tagblatt. 18. (37.) Jahrgang, Nr. 3. Linz 3. Januar 1933, S. 6 (Digitalisat).
- Deutsche Jugend. In: Der sozialistische Kampf. Nr. 21. Paris 21. Oktober 1939, S. 469–475 (Digitalisat).
- Um unsere Aufgabe (Teil 1). In: Der sozialistische Kampf. Nr. 22. Paris 4. November 1939, S. 500–502 (Digitalisat).
- Um unsere Aufgabe (Teil 2). In: Der sozialistische Kampf. Nr. 24. Paris 2. Dezember 1939, S. 543–545 (Digitalisat).